# Воронин, Михаил Яковлевич
Михаи́л Я́ковлевич Воро́нин (26 марта 1945, Москва, СССР — 22 мая 2004, п. Ново-Никольское, Красногорский район, Московская область, Россия) — советский гимнаст, двукратный  олимпийский чемпион 1968 года, двукратный чемпион мира, заслуженный мастер спорта СССР, заслуженный тренер СССР.

## Спортивные достижения
Олимпийские игры
| Год  | Абсолютное | Командное | Вольные упражнения | Конь | Кольца | Опорный прыжок | Брусья | Перекладина |
| ---- | ---------- | --------- | ------------------ | ---- | ------ | -------------- | ------ | ----------- |
| 1968 | 2          | 2         |                    | 3    | 2      | 1              | 2      | 1           |
| 1972 | 12         | 2         |                    | 5    | 2      |                |        |             |

Выступления на чемпионатах мира и Европы и первенствах СССР:
| Год  | Первенство       | Абсолютное | Командное | Вольные упражнения | Конь | Кольца | Опорный прыжок | Брусья | Перекладина |
| ---- | ---------------- | ---------- | --------- | ------------------ | ---- | ------ | -------------- | ------ | ----------- |
| 1964 | Чемпионат СССР   | 3          |           |                    |      |        |                |        |             |
| 1965 | Чемпионат СССР   | 2          |           |                    |      |        |                |        |             |
| 1966 | Чемпионат мира   | 1          | 2         |                    | 2    | 1      | 5              | 2      | 4           |
| 1966 | Чемпионат СССР   |            |           | 1                  | 6    | 1      |                | 2      | 4           |
| 1966 | Кубок СССР       | 1          |           |                    |      |        |                |        |             |
| 1967 | Чемпионат Европы | 1          |           |                    | 1    | 1      |                | 1      | 2           |
| 1967 | Чемпионат СССР   | 1          |           |                    | 1    | 1      |                | 1      |             |
| 1968 | Чемпионат СССР   | 1          |           |                    |      |        |                |        |             |
| 1969 | Чемпионат Европы | 1          |           |                    | 3    | 1      | 3              | 1      | 5           |
| 1969 | Чемпионат СССР   |            |           | 2                  | 2    | 1      | 3              | 1      | 5           |
| 1969 | Кубок СССР       | 1          |           |                    |      |        |                |        |             |
| 1970 | Чемпионат мира   | 4          | 2         |                    |      | 3      |                | 3      | 5           |
| 1970 | Чемпионат СССР   | 1          |           | 2                  | 1    | 1      | 4              | 2      | 2           |
| 1970 | Кубок СССР       | 1          |           |                    |      |        |                |        |             |
| 1971 | Чемпионат Европы | 2          |           |                    | 3    | 1      | 5              | 2      | 2           |
| 1971 | Чемпионат СССР   | 1          |           | 3                  |      | 1      | 4              | 3      | 1           |
| 1972 | Чемпионат СССР   | 2          |           |                    |      | 1      | 8              | 4      | 6           |
| 1972 | Кубок СССР       | 3          |           |                    |      |        |                |        |             |

## Биография

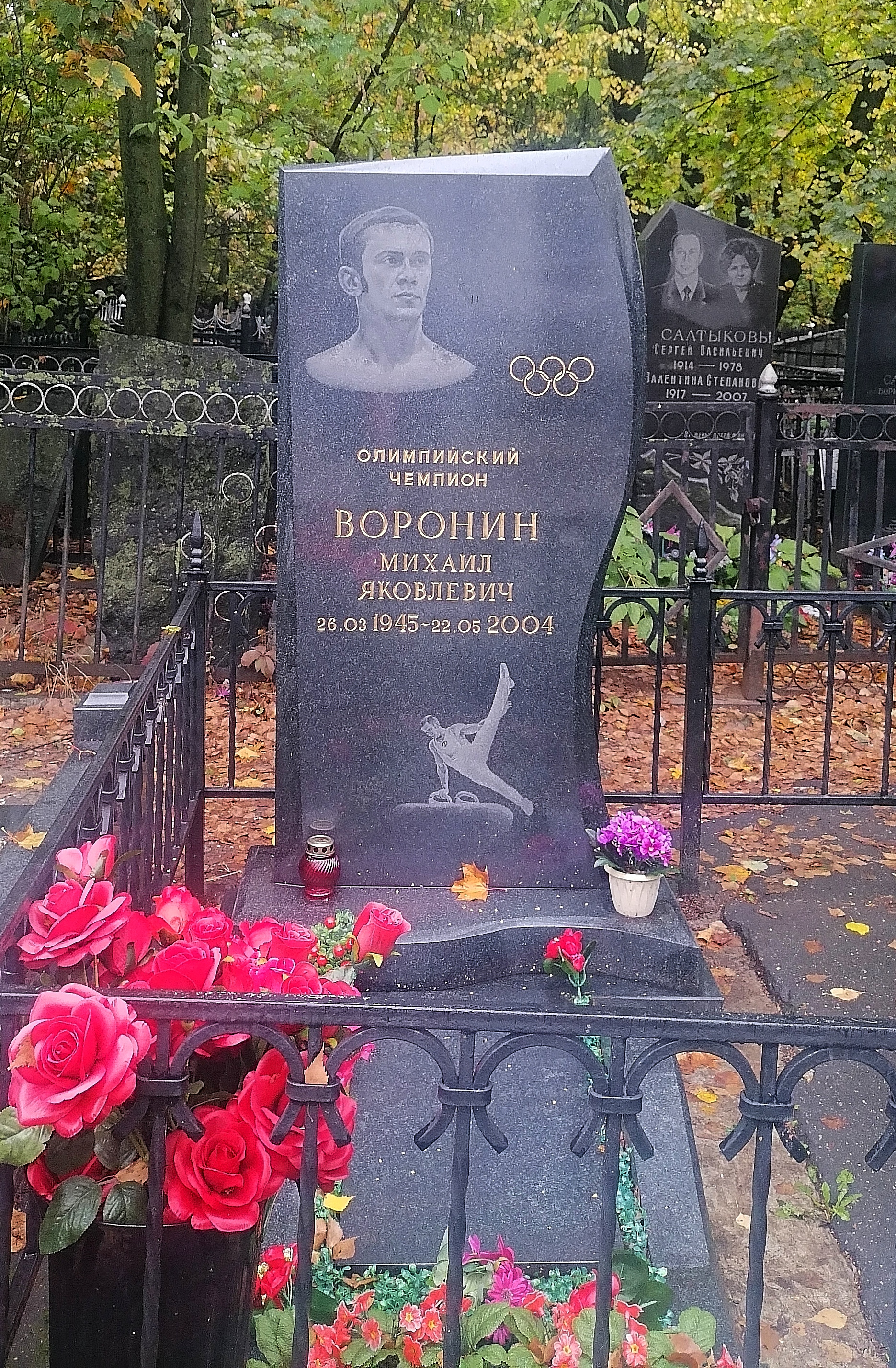
Могила Воронина на Ваганьковском кладбище.

Окончил ГЦОЛИФК (1973). Был заместителем председателя Федерации гимнастики СССР (1973), президентом Федерации гимнастики РСФСР (1978—1988), старшим (затем — главным) тренером Центрального совета «Динамо» (1973—1994). Член КПСС с 1974 года. С 1992 года — президент гимнастического клуба «Динамо». Автор книги «Первый номер» (1976).
Первая жена — олимпийская чемпионка 1968 года по гимнастике Зинаида Воронина (Дружинина).

## Награды
- Орден Трудового Красного Знамени (1969).
- Медаль «За трудовую доблесть» (1972) — за успехи в развитии массового физкультурного движения в стране и высокие достижения советских спортсменов на XX летних Олимпийских играх[3]
- Почётное звание «Заслуженный работник физической культуры Российской Федерации» (1993).
- Орден «За заслуги перед Отечеством» IV степени (1998).
- Звание заслуженный мастер спорта СССР (1966).
- Звание заслуженный тренер СССР (1980).

## Сочинения
- Воронин Михаил Яковлевич. Лит. запись В. Голубева. Первый номер — М.: Молодая гвардия, 1976. — 224 с. — (Спорт и личность. Книга 26). — 100 000 экз.
- Воронин Михаил Яковлевич. Лит. запись В. Голубева. Первый номер — 2-е издание. — М.: Молодая гвардия, 1980. — 224 с. — (Спорт и личность). — 100 000 экз.